# ¿Quién soy?
Who am I? (titulada ¿Quién soy? en España e Hispanoamérica, y ¿Quién es Jackie Chan? en Argentina) es una película de acción y artes marciales dirigida y  protagonizada por Jackie Chan y producida en 1997 y estrenada en el año 1998.

## Trama
La película comienza con un grupo de científicos que extraen un fragmento de un meteorito descubierto recientemente. El fragmento extraído resulta ser un compuesto altamente volátil que produce una explosión en el vehículo de una de las personas involucradas en el hallazgo. Posteriormente, en algún lugar de las selvas de Sudáfrica, una unidad militar multinacional llamada Unidad de Fuerzas Especiales tiende una emboscada y secuestra a los científicos que descubrieron el compuesto, con el fin de obtener información acerca del poder del mismo. Entre los agentes involucrados en la misión se encuentra un ciudadano de Hong Kong identificado como “Jackie Chan”. Luego de finalizada la misión, todos los agentes son traicionados por su jefe Morgan (Ron Smerczak) de la CIA, y como consecuencia de ello el helicóptero en el que iban pierde el rumbo y se estrella contra el suelo, matando a todos los pasajeros. Más tarde, la CIA analiza el incidente y asigna a Morgan para la investigación, sin saber que él y el recién retirado Teniente General Sherman (Ed Nelson) organizaron el secuestro para su beneficio personal. Al mismo tiempo, la CIA asigna otro operativo en Sudáfrica para una operación más encubierta.
Afortunadamente, Jackie es el único de los agentes que logró sobrevivir, ya que se cayó del helicóptero antes de que éste se estrellara. Sufrió grandes heridas al impactar contra las ramas de los árboles de la selva en medio de la caída. Una tribu de la zona encuentra a Jackie y lo lleva consigo a su aldea para curarlo. Posteriormente, Jackie se despierta y el jefe de la tribu le pregunta por su nombre; dado que ha perdido de la memoria a causa del accidente, él responde “¿Quién soy?” y los nativos creen que éste es su nombre. Los miembros de la tribu le muestran los restos del helicóptero estrellado y las tumbas de los que murieron a bordo. Pasa varios días recuperándose de las heridas y aprendiendo acerca de la cultura de la tribu. Luego de ver vehículos de un rally a varios kilómetros de distancia, “¿Quién soy?” se despide de la tribu y emprende un viaje de regreso a la civilización. En el camino, se encuentra con la copiloto de rally japonés Yuki (Mirai Yamamoto), quien estaba pidiendo ayuda después de que su hermano fuera mordido por una serpiente. “¿Quién soy?” logra salvar al hermano de Yuki gracias a una intravenosa, y la ayuda a terminar la carrera.
Luego, en el hospital de Johannesburgo, “¿Quién soy?” se encuentra con Christine Stark (Michelle Ferre), una periodista que fue enviada para entrevistarlo sobre su aventura en los rallies. Después de una consulta médica, se encuentra con Morgan, quien descubrió por intermedio de Sherman que uno de los agentes involucrados en la misión logró sobrevivir, y lo interroga para confirmar su identidad. Al mismo tiempo, Morgan finge ser su aliado, y le deja una tarjeta para que lo contacte si está en peligro. Posteriormente, “¿Quién soy?” se dirige a la estación de policía para averiguar acerca de su identidad.
Mientras tanto, los científicos secuestrados son llevados a una central eléctrica y son forzados a probar el compuesto. A pesar de que los científicos advierten acerca del poder destructivo de dicho fragmento, los matones los obligan a seguir adelante con el experimento. Por consiguiente, la central eléctrica explota, dejando a toda la ciudad sin electricidad. Al mismo tiempo, “¿Quién soy?" es interrogado en la estación de policía, y es acusado de encubrir a los responsables del secuestro de los científicos, al tiempo que es esposado. Los sicarios de Morgan logran infiltrarse, y “¿Quién soy?” se ve obligado a escapar.
Al llegar al hotel, “¿Quién soy?” se encuentra de nuevo con los sicarios de Morgan, y nuevamente se ve forzado a escapar. Junto con Christine y Yuki, se enmarcan en una persecución en las calles de Johannesburgo, y logran escapar de los sicarios. Luego, Christine descifra un código secreto escrito en una caja de cerillas que se encuentra en uno de los agentes muertos, y llega a la conclusión de que se trata de un número de teléfono de una compañía en Róterdam, Países Bajos. De esta manera, “¿Quién soy?” y Christine se despiden de Yuki y se dirigen a Róterdam.
Al llegar a Róterdam, “¿Quién soy”? se contacta con Morgan desde una cafetería, y le comenta que ha hallado el cuartel general de los sicarios que quieren matarlo. Acto seguido Morgan, quien espiaba a “¿Quién soy?” desde el edificio Willemswerf ubicado en frente de la cafetería, envía matones para capturarlo. Posteriormente, “¿Quién soy?” se entera de que Christine ha grabado toda la conversación, y ella le advierte que Morgan pudo haberlo engañado. Finalmente, Christine le confiesa a “¿Quién soy?" que es una agente encubierta de la CIA, y éste se enfurece. Inmediatamente después, llegan a los matones de Morgan y Sherman y “¿Quién soy”? escapa, creyendo que fue una trampa orquestada por Christine.
En las calles de Róterdam, “¿Quién soy”? lucha contra los sicarios de Sherman y luego se infiltra en el edificio Willemswerf. Allí descubre a los autores intelectuales detrás del secuestro de los científicos, quienes intentan vender el compuesto extraterrestre a un traficante de armas. Esto decepciona a los científicos, quienes creían que el compuesto iba a ser utilizado con fines benéficos. Para frenar la operación, “¿Quién soy?” se hace pasar por un sirviente y espera a que los tres hombres salgan de la sala de conferencias para tomar un café. Aprovechando el momento de distracción, logra abortar la transacción en línea y envía el dinero a la entidad benéfica “Save the Children”, y al mismo tiempo se queda con el disco que contiene la información del compuesto. Posteriormente Morgan descubre que “¿Quién soy?” está en el edificio, y les ordena a todos sus matones deshacerse de él.
“¿Quién soy?” escapa y se encuentra con Morgan, acusándolo de querer matarlo. Éste se defiende diciendo que es un agente encubierto que fue enviado para rescatarlo y al mismo tiempo capturar a Sherman. Posteriormente “¿Quién soy”?, en medio de un estado de confusión, le entrega el arma y el disco a Morgan, y acto seguido éste intenta matarlo, pero fracasa en el intento debido a que el arma no tenía balas. Finalmente “¿Quién soy?" noquea a Morgan y se escapa hacia la azotea del edificio, llevándose consigo el disco.
En la azotea, “¿Quién soy?” se encuentra con dos matones de Morgan expertos en artes marciales. Allí comienza una dura batalla a puro puño y patada, y después de vencerlos, “¿Quién soy?" se encuentra acorralado por los demás matones de Morgan, y termina deslizándose sobre una de las paredes del edificio. Tras caer del edificio, “¿Quién soy?” se encuentra con Christine, quien ha montado un inmenso operativo para capturar a Morgan. Ella pide la ejecución de un “Plan B”, que consiste en levantar el Puente Erasmus en cooperación el Cuerpo de Infantería de Marina de los Países Bajos. Una vez que Morgan se ve imposibilitado de cruzar el puente, Christine lo captura y lo detiene. Christine informa a “¿Quién soy?” que se pondrá en contacto con su cuartel general para conseguir información acerca de su identidad. Luego, éste lanza el disco sobre el puente y le dice a Christine que va a regresar a África.

## Reparto
| Actor                    | Personaje                                |
| ------------------------ | ---------------------------------------- |
| Jackie Chan              | él mismo, alias "¿Quién soy?"            |
| Michelle Ferre           | Christine Stark                          |
| Mirai Yamamoto           | Yuki                                     |
| Ron Smerczak             | Agente Especial Morgan                   |
| Ed Nelson                | Teniente General Sherman                 |
| Ron Smoorenburg          | sicario Taekwondo                        |
| Kwan Yung                | sicario tailandés Muay                   |
| Yanick Mbali             | Baba                                     |
| Washington Xisolo        | el jefe de la tribu                      |
| Tom Pompert              | Presidente de la CIA                     |
| Glory Simon              | Secretaria de la CIA                     |
| Fred Van Ditmarsch       | la Fuerza Aérea                          |
| Fritz Krommenhoek        | Marina                                   |
| Dick Rienstra            | el Ejército                              |
| Rinaldo Van Ommeren      | el Ejército Auxiliar                     |
| Chip de Bray             | intermediario                            |
| Piet Hoogstraten         | guardaespaldas del Intermediario         |
| Russ Price               | intermediario                            |
| Michael Roben            | guardaespaldas del Intermediario         |
| Ronald Schuurbiers       | guardaespaldas del Intermediario         |
| Michel Struik            | guardaespaldas Middleman (sin acreditar) |
| David Vlok               | matón Head                               |
| Caz Abrahams             | matón                                    |
| Leen Ducienne            | matón                                    |
| Marco Maas               | matón                                    |
| Robin Mes                | matón                                    |
| Ral Sitaropoulos         | matón                                    |
| Ral Sitaropoulos         | matón                                    |
| Brent Houghton           | matón (sin acreditar)                    |
| Stephen Ghazi            | matón                                    |
| Paul Andreovski          | matón                                    |
| Brad Allan               | matón (sin acreditar)                    |
| Kane Kosugi              | Commando (como Kane Kosugi Takeshi)      |
| Steve Brettingham        | Commando                                 |
| Ted John Michael Lundell | Commando                                 |
| Ken Lo                   | Commando                                 |
| Nicholas Ng              | Commando                                 |

### Equipo de acrobacias de Jackie Chan
- Brad Allan
- Paul Andreovski
- Chan Man-ching
- Andy Cheng
- Johnny Cheung
- Rocky Lai
- Sam Wong
- Nicky Li
- Ken Lo

## Rodaje
¿Quien es Jackie Chan? se rodó en las localizaciones de Namibia, Sudáfrica y Países Bajos entre febrero y marzo de 1997. La película cuenta con varias marcas, tales como Sun City en Sudáfrica, Erasmus Brigde en Róterdam, Beurstraverse (que fue interpretada por los directores de cine como en Johannesburgo), las casas cubo y la construcción Willemswerf (que sirvió como sede de los villanos y desde el lado de los cuales, "¿Quién soy?" escapó deslizándose en las ventanas del edificio).

## Recepción
¿Quién es Jackie Chan? ganó en total HK $ 38.852.845 en su carrera teatral de Hong Kong. En la actualidad está clasificado en el 63% en Rotten Tomatoes.

## Premios y nominaciones
- 1999 Hong Kong Film Awards
  - Ganador: Mejor acción coreográfrica (Jackie Chan)
  - Nominación: Mejor actor (Jackie Chan)
  - Nominación: Mejor edición de película (Peter Cheung, Chi Wai Yau)
  - Nominación: Mejor película (Barbie Tung) (productora ejecutiva)
  - Nominación: Mejor sonido